# 孔查斯丹 (新墨西哥州)
孔查斯丹（英語：Conchas Dam）是位於美國新墨西哥州聖米格爾縣的普查規定居民點。

## 人口
根據2020年美國人口普查的數據，孔查斯丹的面積為26.15平方千米，當中陸地面積為21.56平方千米，而水域面積為4.59平方千米。當地共有人口194人，而人口密度為每平方千米7.42人。